# Helen Hellwig
Helen Rebecca Hellwig (* März 1874 in Brooklyn; † 26. November 1960) war eine US-amerikanische Tennisspielerin.
Im Jahr 1894 gewann Hellwig die amerikanischen Tennismeisterschaften (heute US Open) gegen die Vorjahressiegerin Aline Terry in fünf Sätzen mit 7:5, 3:6, 6:0, 3:6 und 6:3. Im Doppel gelang ihr mit ihrer Landsfrau Juliette Atkinson ein Sieg in drei Sätzen mit 6:4, 8:6 und 6:2 gegen Arny Williams und Annabella Wistar.
1985 verlor sie das Finale im Einzel gegen ihre Doppelpartnerin Juliette Atkinson in drei Sätzen mit 4:6, 2:6 und 1:6. Die Doppelkonkurrenz konnte sie in diesem Jahr wieder mit Atkinson gegen Elisabeth Moore und Arny Williams in drei Sätzen mit 6:2, 6:2 und 12:10 gewinnen.
| Personendaten    | Personendaten                    |
| ---------------- | -------------------------------- |
| NAME             | Hellwig, Helen                   |
| ALTERNATIVNAMEN  | Hellwig, Helen Rebecca           |
| KURZBESCHREIBUNG | US-amerikanische Tennisspielerin |
| GEBURTSDATUM     | März 1874                        |
| GEBURTSORT       | Brooklyn                         |
| STERBEDATUM      | 26. November 1960                |